# Aritzo
Aritzo är en ort och kommun i provinsen Nuoro i regionen Sardinien i sydvästra Italien. Kommunen hade 1 274 invånare (2017).